# ディエゴ・エスコバル
ディエゴ・エスコバル（Diego Escobar、2000年4月17日 - ）は、トップ14ラシン92に所属するラグビーユニオン選手。

## プロフィール
- チリ・ラス・コンデス（英語版）出身[1]。
- ポジションはフッカー(HO)。
- 身長 176cm、体重 97kg
- 父のアルフォンソは元ラグビー選手[2]。
- チリ代表キャップは11（2024年12月現在）でラグビーワールドカップ2023のチリ代表に選ばれた[3]。

## 略歴
セルクナムを経て、2024年、ニューオーリンズ・ゴールドに加入。